# António Marques Mendes
António Joaquim Bastos Marques Mendes (ur. 29 marca 1934 w Porto, zm. 15 czerwca 2015 tamże) – portugalski polityk i prawnik, poseł do Zgromadzenia Republiki, eurodeputowany II i III kadencji.

## Życiorys
Absolwent prawa na Uniwersytecie w Coimbrze, praktykował jako adwokat. W 1974 był jednym z założycieli Ludowej Partii Demokratycznej, przekształconej następnie w Partię Socjaldemokratyczną. Sprawował urząd burmistrza Fafe. W latach 1976–1980 i 1983–1995 z ramienia swojego ugrupowania był posłem do Zgromadzenia Republiki I, III, IV, V i VI kadencji z okręgu wyborczego Braga. W latach 1987–1994 wykonywał jednocześnie mandat deputowanego do Parlamentu Europejskiego II i III kadencji.